# Biserica reformată din Țagu

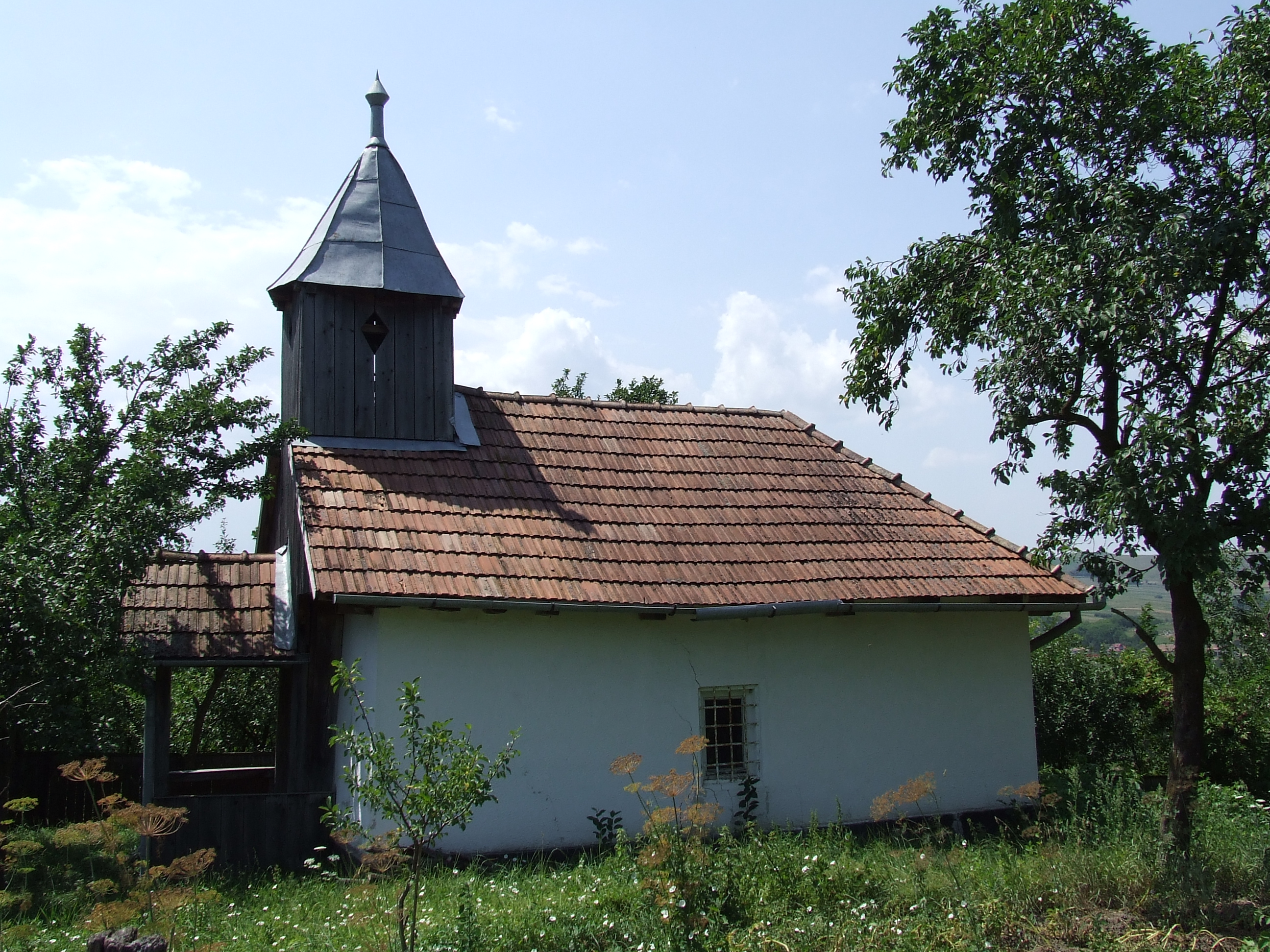
Biserica de lemn din Ţagu - biserică reformată

Biserica de lemn din Țagu este folosită de mica comunitate reformată maghiară din localitatea Țagu, comuna Budești, județul Bistrița-Năsăud. Momentul construcției bisericii nu este exact cunoscut de localnici, unele surse precizează anul 1950 ca fiind anul edificării bisericii. Pe de altă parte, localnicii o țin minte "tot așa, încă de pe vremea copilăriei", fapt ce ne poate conduce la concluzia că biserica a fost construită înainte de anul 1950. Biserica nu se regăsește pe noua listă a monumentelor.

## Istoric și trăsături
În epoca modernă cel mai mare număr de maghiari din această localitate a fost înregistrat la sfârșitul secolului al XIX-lea - începutul secolului XX. Astfel, în 1890 erau 74 de maghiari, în 1900 erau 103 maghiari iar în anul 1910 erau 96 maghiari. După cel primul război mondial comunitatea maghiară scade până la 53-59 de persoane, o ușoară creștere înregistrându-se în anii 1941-1944, când se ajunge ca mica comunitate maghiară să aibă 80 de membrii. De atunci, numărul maghiarilor din localitate este în continuă scădere, în anul 2002 fiind înregistrați doar 16 persoane.
Sub aspect confesional, din recensămintele realizate din 1850 și până în prezent se poate observa că mica comunitate maghiară se împarte în romano-catolici și reformați. Numărul maxim de credincioși reformați calvini din localitate a fost înregistrat înaintea primului război mondial, în intervalul de timp cuprins între anii 1900 și 1910.
Ținând cont că această comunitate a atins apogeul dezvoltării ei sub aspect numeric și probabil și material înaintea primului război mondial precum și faptul că locuitorii își amintesc de această biserică încă din perioada interbelică există posibitatea ca această biserică să fie construită înaintea anului 1950.
Ca edificiu, biserica se prezintă ca fiind un edificiu foarte simplu. Cu plan dreptunghiular, pereții sunt tencuiți, lemnul fiind vizibil doar la nivelul talpilor. Intrarea în biserică se face prin latura de est. Biserica este orientată cu altarul spre vest, tocmai invers comparativ cu biserica ortodoxă. Acoperișul, din țiglă este întrerupt de un mic turn-clopotniță din lemn, acoperit cu tablă. De precizat faptul că singura biserică de lemn utilizată de reformați calvini ce este trecută pe noua listă a monumentelor istorice este biserica de lemn reformată din Someș-Uileac, județul Maramureș.

## Galerie de imagini

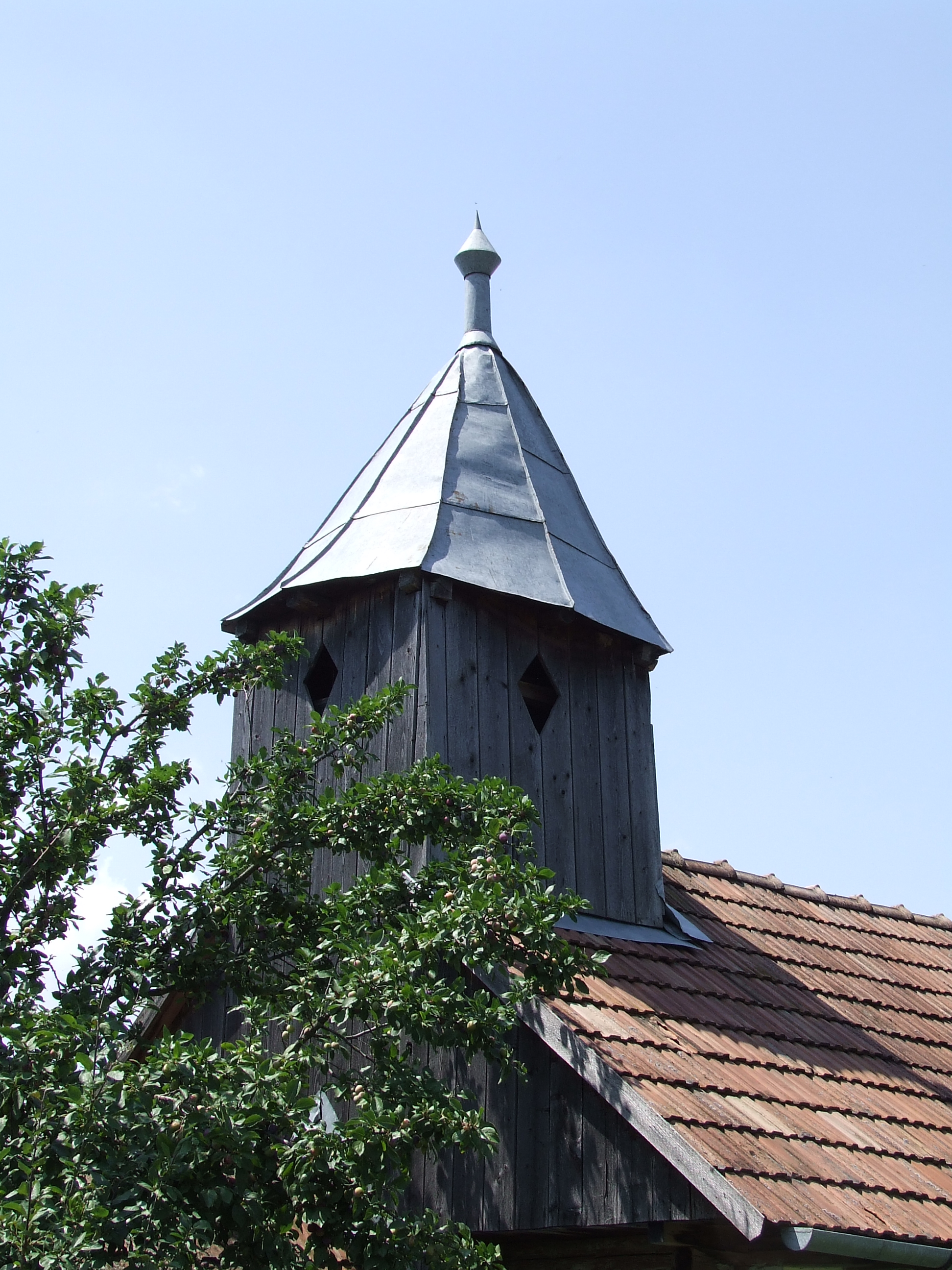
Turnul clopotniţă
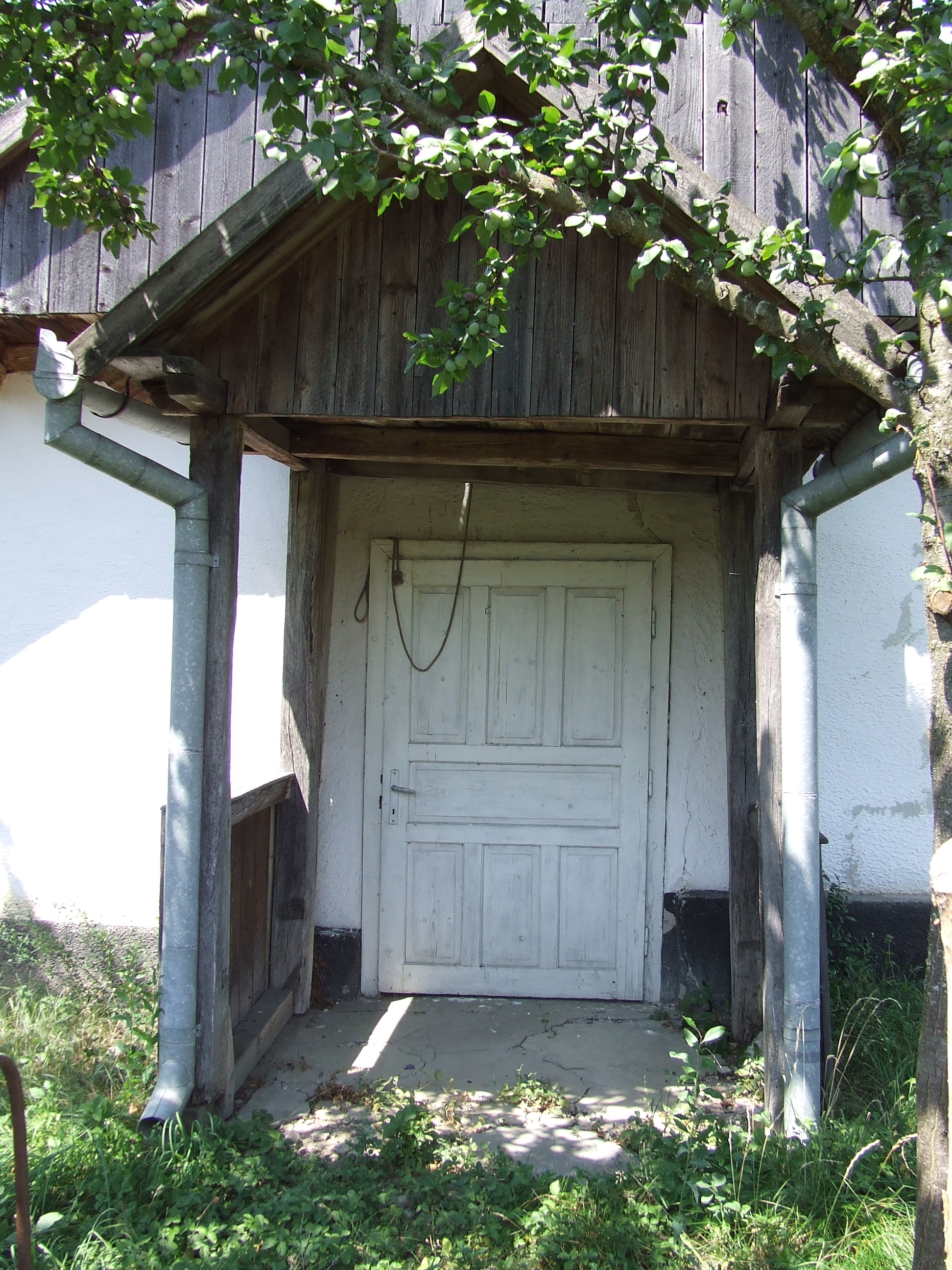
Intrarea în biserică
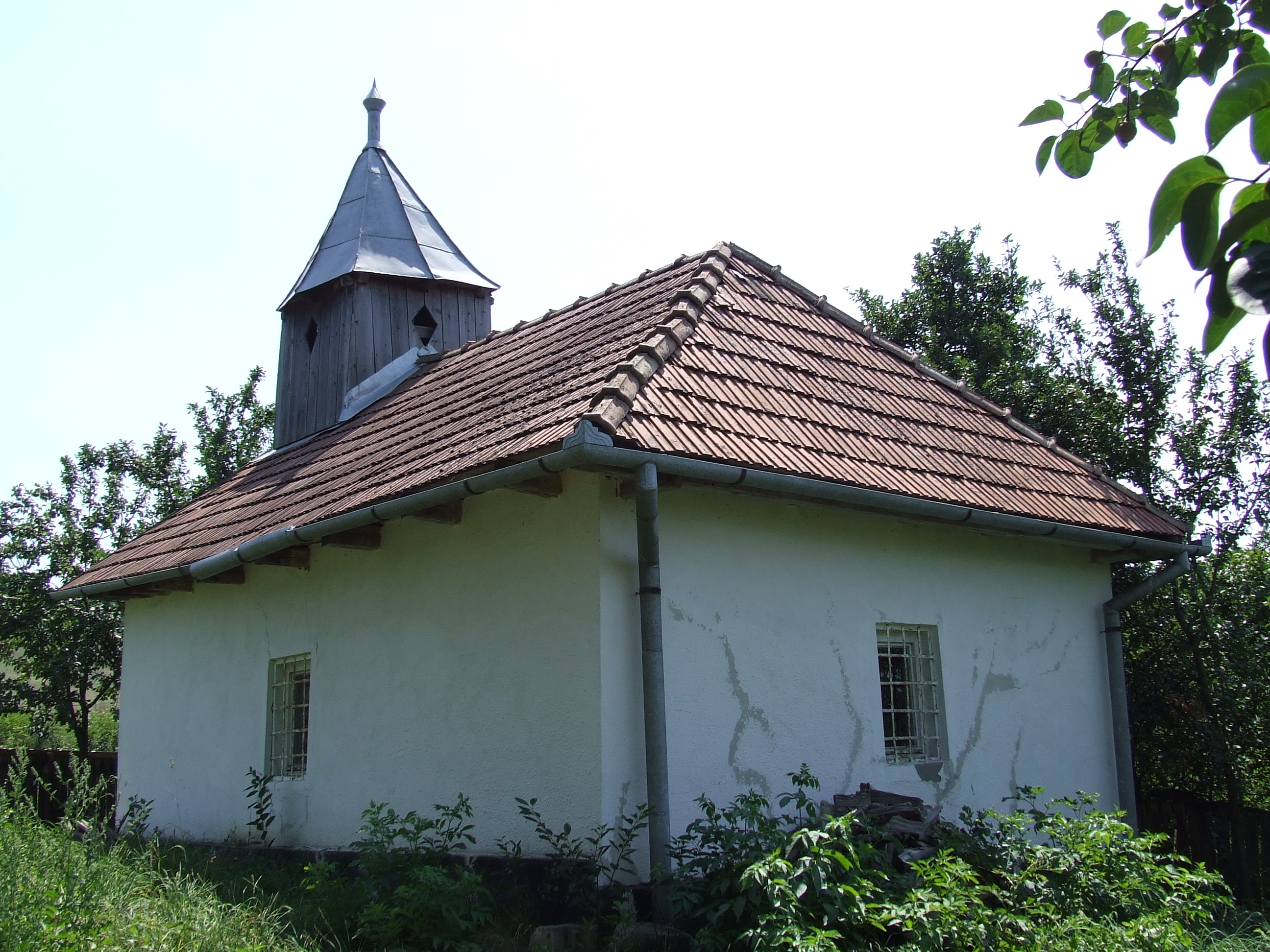
Biserica văzută din nord-est